# Брентон Таррант
Брентон Гаррісон Таррант (англ. Brenton Harrison Tarrant ; нар. 27 жовтня 1990, Графтон, Новий Південний Уельс, Австралія) — австралійський масовий вбивця, який 15 березня 2019 відкрив стрілянину в мечетях Крайстчерча, внаслідок якої було вбито 51 людину, 40 отримали поранення.
Повністю визнав свою провину. 24 серпня 2020 року засуджено з покаранням у вигляді довічного позбавлення волі без права на умовно-дострокове звільнення.

## Біографія

### Раннє життя
Народився 27 жовтня 1990 року в містечку Графтон, розташованому в австралійському штаті Новий Південний Уельс. Графтон — невелике місто з населенням близько 19 000 чоловік, розташоване приблизно за 600 км на північ від Сіднея.
Дитинство Тарранта було відзначено сімейними негараздами, оскільки його батьки, Родні та Шерон Таррант, розійшлися, коли він був маленьким. Після розлуки Таррант та його молодша сестра Лорен жили з матір'ю, а згодом із матір'ю та її новим партнером. Відносини характеризувалися насильством: Шерон Таррант та її діти зазнавали фізичного насильства з боку нового партнера.
Щоб захистити Брентона та його сестру, стосовно партнера їхньої матері було видано наказ про затримання. Після цього Лорен Таррант стала жити зі своїм батьком, а Брентон ще якийсь час залишався з матір'ю та її співмешканцем. Однак через продовження насильства в сім'ї Брентон також врешті-решт переїхав жити до свого батька.
Пізніше Шерон Таррант, у розмові з федеральною поліцією Австралії, заявила, що особистість її сина Брентона змінилася після розлуки: він став прилипливим, тривожним і погано спілкувався з іншими. З дитинства страждав на соціофобію. Таррант також додав у вазі віком від 12 до 15 років, що призвело до знущань інших учнів у школі. У нього було дуже мало друзів, після закінчення школи підтримував зв'язок лише з двома з них, до яких зверталися лише як «шкільний друг один» та «шкільний друг два» .
З юних років Таррант цікавився відеоіграми, особливо розрахованими на багато користувачів рольовими онлайн-іграми, і шутерами від першої особи . Він мав неконтрольований доступ до Інтернету з комп'ютера в його спальні, і він проводив більшу частину свого вільного часу в школі, підключаючись до Інтернету на шкільних комп'ютерах. У 2017 році він сказав своїй матері, що почав користуватися інтернет-дошкою оголошень 4chan, коли йому було 14 років.
Згідно з джерелами, Брентон Таррант з юних років проявляв расистські нахили, висловлюючи такі погляди як у школі, так і щодо аборигенського походження тодішнього партнера його матері. Згідно з повідомленнями, один із вчителів середньої школи, який також працював контактною особою по боротьбі з расизмом, двічі робив йому догану за його антисемітські коментарі. Вчитель описав Тарранта як незацікавленого в класі, який демонструє майже відчужене почуття впевненості, але також як начитаного і знаючого, особливо коли справа стосувалася певних тем, таких як Друга світова війна.
У 2006 або 2007 році, коли Тарранту було 16-17 років, у його батька діагностували мезотеліому плеври, форму раку легень, спричинену впливом азбесту . Оскільки здоров'я Родні Тарранта погіршилося, йому знадобилася паліативна допомога, однак у квітні 2010 року він наклав на себе руки. Хвороба та смерть батька викликали у Брентона сильний стрес.
Перед самогубством Родні Таррант дав Брентону та його сестрі близько 80 000 австралійських доларів кожному. Після його смерті обидві дитини отримали кошти від поділу його майна, внаслідок чого загальна сума склала близько 457 000 австралійських доларів кожен. Основу коштів становила компенсації за відшкодування збитків внаслідок дії азбесту, що викликав його мезотеліому.
Таррант продовжив регулярно грати у відеоігри після смерті батька. Часто грав онлайн із групою людей, включаючи шкільного друга та новозеландця, з яким він познайомився в Інтернеті. Під час ігор група часто спілкувалася по мережі, і Таррант відкрито висловлював расистські та ультраправі погляди.
Наприкінці останнього року навчання у старшій школі Таррант став підтримувати себе у формі та почав ходити до тренажерної зали. У середині 2009 року він отримав кваліфікацію особистого тренера і працював у тренажерному залі, проводячи групові заняття та індивідуальні тренування віч-на-віч. Власник тренажерного залу позитивно відгукувався про його роботу як особистий тренер.
Захоплюватись політикою Брентон почав із 12 років і насамперед турбувався про імміграцію, особливо мусульманську до європейських країн. У своєму маніфесті заявляв, що не вважає іноетнічних людей проблемою, якщо вони залишаються у місцях свого народження . Хоча Таррант заперечував, що був расистом у своєму інтерв'ю новозеландської поліції, він називав себе таким у своєму маніфесті.
Отримавши травму у 2012 році, Брентон вирішив використати гроші, успадковані від батька, для подорожей. У березні 2013 року він вирушив у відпустку до Нової Зеландії у супроводі шкільного друга. Під час поїздки він зупинився у друга, з яким познайомився через онлайн-ігри, та вперше зустрівся з його батьками. Один із батьків друга пізніше описав Тарранта як «ввічливу» та «милу» людину.

### Подорожі по світу

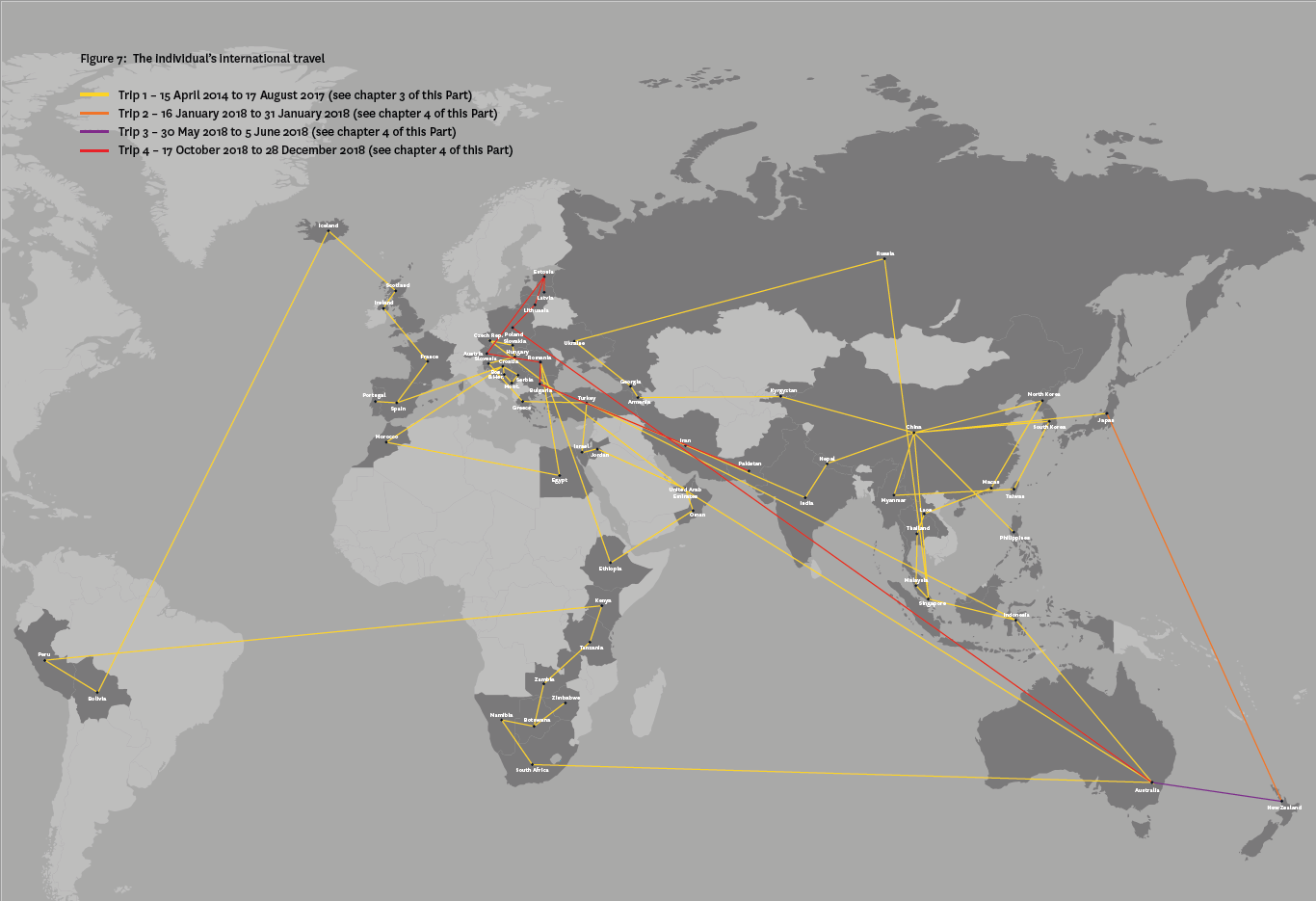
Мапа країн, які Таррант відвідав під час своїх навколосвітніх подорожей.

Подорожі Брентона Тарранта різними країнами Азії та Європи були великими, тривали роками та документувалися фотографіями та повідомленнями у соціальних мережах. Під час його подорожей расистська ідеологія Тарранта була сформована культурними та релігійними відмінностями, які він спостерігав між західним та мусульманським світами. Таррант публікував анти мусульманські настрої у своїх акаунтах у соціальних мережах і висловлював свою зневагу до іммігрантів-мусульман у Європі. У маніфесті, який він розмістив в Інтернеті перед своїм нападом у Крайстчерчі, Нова Зеландія, Таррант навів численні приклади насильницьких конфліктів між мусульманами і не мусульманами по всьому світу і заявив, що він діяв, щоб захистити білу расу від того, що він вважав мусульманським вторгненням, що насувається. Захоплення Заходу. . Таррант розмістив націоналістичні матеріали на платформах соціальних мереж
Ненависть Тарранта до мусульман досягла точки кипіння після того, як він став свідком теракту у Стокгольмі, Швеція, у 2017 році. Він стверджував, що бачив, як узбек в'їхав на вантажівці в натовп людей, вбивши п'ятьох і поранивши багатьох. Цей інцидент ще більше підігрів його вже існуючі ксенофобські та ісламофобські переконання. . Брентон Гаррісон сказав, що він проти втручання НАТО, тому що бачить сербських військових як «християн-європейців, які намагаються видалити цих ісламських окупантів з Європи».
Поїздки Тарранта на Балкани у 2016—2018 роках також відіграли значну роль у формуванні його правих поглядів. За словами дипломатів із країн, які він відвідав, Таррант був зачарований полями битв між християнськими європейськими народами та імперією Османа. Він розмістив націоналістичні матеріали у соціальних мережах і закликав Сполучені Штати зменшити свій вплив на Балканах, щоб запобігти таким подіям, як інтервенція НАТО у Косові у відповідь на сербську кампанію етнічних чисток проти албанців-мусульман
Під час своїх поїздок він жертвував гроші ультраправим ідентитарним групам у Європі, зокрема Identitäre Bewegung Österreich (IBÖ) та Génération Identitaire. Таррант зв'язався з лідером IBÖ Мартіном Селлнером електронною поштою і отримав пропозицію зустрітися у Відні та посилання на його канал на YouTube.
Вкрай права ідеологія Тарранта була також очевидна в його похвалі Блеру Коттреллу, лідеру ультраправих в Австралії, і в його коментарях на віддалених сторінках United Patriots Front і True Blue Team. 2016 року Таррант нібито сказав жителю Мельбурна в онлайн-розмові: «Сподіваюся, одного разу ти зустрінеш мотузку». Чоловік подав заяву до поліції на Тарранта, але поліція наказала йому заблокувати Тарранта і не взяла з нього жодних свідчень. У поліції заявили, що не можуть знайти заяви.

### Життя у Новій Зеландії
На момент арешту Брентон Таррант вже кілька років жив у бухті Андерсонс у Данідіні. Він був членом збройового клубу Південного Отаго і практикувався у стрільбі на його полігоні . Сусід, який жив через стіну з Таррантом у його будинку, описав його як «трохи самітника і самотню, але доброзичливу людину». Сусід також сказав, що Таррант пропонував допомогти скосити газони домовласника та допомогти по господарству. Незадовго до нападу мати Брентона отримала від нього повідомлення, в якому говорилося, що вона «ось-ось побачить і прочитає» найжахливіші речі «про нього».
У статті новини, опублікованій Newshub у квітні 2020 року, ті, хто вижив після нападу, стверджували, що людина, яку вони вважають Таррантом, відвідувала мечеть Аль-Нур тричі поспіль під час п'ятничної молитви, вдавши, що молиться з віруючими перед нападом. Гамаль Фуда, імам мечеті Аль-Нур, сказав Newshub, що Таррант одягнувся в традиційний пакистанський одяг, перебуваючи всередині мечеті, і що він розпитував людину про розклад молитви п'ятниці. Фуда також додав, що Таррант «…знав це місце як свій дім». Начальник поліцейського округу Кентербері суперінтендант Джон Прайс повідомив Newshub, що поліція знайшла докази із записів камер відеоспостереження, що автомобіль Тарранта був припаркований через дорогу від мечеті до 15 березня. Однак Прайс також сказав, що поліція не знайшла жодних доказів на підтримку твердження, що Таррант входив на територію мечеті перед нападом. Він заявив, що поліція вважає, що Таррант розглядав онлайн-тур Аль-Нур як частину свого планування. Newshub також показав, що Таррант пролетів на квадрокоптері над мечеттю 8 січня, за кілька тижнів до того, як він відкрив вогонь. Крім того, він використав інтернет, щоб знайти докладні плани мечетей, внутрішні фотографії та розклад молитов для з'ясування, коли мечеті будуть найбільш завантажені.

## Політичні погляди
Основна ідеологія Тарранта була зосереджена навколо концепції переваги білих, яку він називав «природним порядком» світу. Він вважав, що білі люди перевершують усі інші раси і їм погрожують не білі іммігранти і «загарбники». Він стверджував, що це «вторгнення» було частиною більшої змови світових еліт щодо заміни білого населення не білими іммігрантами, яку він назвав «Великою заміною».
Таррант вважав, що білій расі загрожує вимирання, і вважав себе захисником білих людей. Він стверджував, що діяв із бажання захистити білих людей від «вторгнення» та запобігти «заміні» білих людей не білими іммігрантами. Він вважав, що насильство необхідне досягнення його цілей і що стрілянина в Крайстчерчі була лише початком великої війни проти не білих людей.
На політичні погляди Тарранта сильно вплинули украй праві та білі націоналістичні ідеології. Він захоплювався Освальдом Мослі, засновником Британського союзу фашистів, і у своєму маніфесті він згадав багатьох інших ультраправих діячів, у тому числі Андерса Брейвіка, який здійснив аналогічну атаку в Норвегії у 2011 році. Таррант також висловив підтримку етнонаціоналізму. і ідея створення «етногодержав», де різні раси жили окремо.
Крім своїх переконань прихильників переваги білої раси, Таррант також був екофашистом, який вважав, що світ зіткнувся з екологічною кризою, яку можна вирішити лише за допомогою рішучих заходів. Він стверджував, що перенаселення не білих людей сприяло цій кризі і що скорочення не білого населення необхідне збереження довкілля.
Таррант був противником консерватизму, капіталізму та різноманітності, в яких він бачив загрозу білій расі. Він вважав консерватизм слабкою та неефективною ідеологією, яка не змогла захистити білих людей, та критикував капіталізм за заохочення масової імміграції та глобалізації. Він також стверджував, що різноманітність була слабкістю та несумісною з виживанням білої раси.
На закінчення, політичні погляди та ідеології Брентона Тарранта були засновані на перевазі білих, вкрай правих та білих націоналістичних ідеологій, екофашизмі та опозиції.

## Стрільба

### Мечеть Аль-Нур
Стрілець прибув на машині Subaru Outback 2006 року випуску в мечеть Аль-Нур, в районі Ріккартон, і почав стріляти у віруючих близько 13:40. Поліція отримала перший екстрений виклик о 13:41 . За деякими даними, від 300 до 500 осіб були всередині мечеті під час п'ятничної молитви, коли почалася стрілянина. Городянин, який жив по сусідству з мечеттю, сказав журналістам, що бачив, як бандит біг і кинув на під'їзній доріжці те, що, мабуть, було вогнепальною зброєю.
Брентон Таррант у прямому ефірі транслював перші 17 хвилин цієї атаки на Facebook Live, починаючи з поїздки до мечеті Аль-Нур і закінчуючи від'їздом . За кілька хвилин до стрілянини він слухав кілька пісень, у тому числі «Британські гренадери», традиційну британську військову маршеву пісню, і "Serbia strong", сербську пісню про Радована Караджича, який був визнаний винним у геноциді боснійських мусульман . Один свідок сказав, що Таррант продовжував слухати військову музику з портативного динаміка всередині мечеті . Коли він наблизився до головного входу в мечеть, один із віруючих привітав його, сказавши: «Привіт, брате», і став першою жертвою, вбитою під час нападу.
Бойовик провів кілька хвилин усередині мечеті, розстрілюючи відвідувачів без розбору. Спочатку він зробив 9 пострілів із рушниці у бік головного входу, перш ніж кинути її. Потім він почав використовувати напівавтоматичну гвинтівку та відкрив вогонь по людях усередині. Він убив трьох людей біля входу та ще кілька десятків усередині молитовної зали. Стробоскоп, прикріплений до однієї з напівавтоматичних гвинтівок, використовувався для дезорієнтації жертв . Під час стрілянини на нього напав віруючий Наїм Рашид і зазнав поранення; пізніше Рашид помер від отриманих травм . Брентон Таррант розстрілював усіх, хто перебував у молитовному залі, зблизька, стріляючи в багатьох зі своїх жертв по кілька разів. Потім він залишив мечеть і відкрив вогонь іншим людям зовні. Повернувшись до своєї машини, він дістав ще одну зброю, але перш ніж повернутися в мечеть і знову відкрити стрілянину по людях, які вже були поранені і не могли втекти, він стріляв у людей, які були біля мечеті. Стрілець знову вийшов з мечеті і вбив жінку, яка лежала поранена на стежці, благаючи допомоги. Потім він повернувся до своєї машини і поїхав під пісню "Fire" « Артура Брауна, в якій співак проголошує: „ I am the god of hellfire, and I bring you“.
Він провів близько шести хвилин у мечеті Аль-Нур . О 13:46, коли Таррант від'їжджав від мечеті, до місця пригоди прибула група озброєного спецназу (AOS). Комісар поліції Майк Буш сказав, що в цей момент нападник уже залишав район, його автомобіль втік за автобусом. У цей час члени АОС не знали скільки було стрільців, і не мали жодної інформації про те, що злочинець залишив мечеть. О 13:51 перші рятувальники прибули до мечеті Аль-Нур . Приблизно через три хвилини після того, як бойовик покинув мечеть, його автомобіль проїхав повз кілька поліцейських машин, які їхали на місце стрілянини, але залишився непоміченим. Терорист продовжив свій шлях до Ісламського центру Лінвуд.

### Ісламський центр Лінвуд
Другий напад почався приблизно о 13:55 в Ісламському центрі Лінвуд, за 5 кілометрів на схід від мечеті Аль-Нур За словами свідка, нападник спочатку не зміг знайти головні двері мечеті і почав стріляти в людей зовні, а також через вікно, попередивши тих, хто був усередині.
Виконуючий обов'язки імама мечеті приписав віруючому на ім'я Абдул Азіз Вахабзада припинення нападу . Вахабзада розповів журналістам, що взяв кардирер і вибіг із мечеті, до цього часу нападник зовні вже застрелив кількох людей. Терорист збирався дістати з машини ще одну рушницю, тому Вахабзада жбурнув у нього кардрідер. Таррант, дістав з машини гвинтівку і вистрілив у Вахабзаду, який сховався серед сусідніх машин і дістав порожній дробовик, який нападник упустив. Незважаючи на спробу Вахабзади відвернути увагу бандита від мечеті криком „Я тут!“, Брентон Таррант увійшов до мечеті та продовжив стрілянину. Коли стрілець повернувся до своєї машини, Вахабзада шпурнув дробовик у машину, розбивши вітрове скло. Потім стрілець поїхав.

### Арешт
Ранні повідомлення вказували на «численні одночасні напади», але пізніше був залишений під вартою тільки один підозрюваний . Автомобіль стрільця був помічений поліцейським підрозділом, і переслідування розпочато о 13:57. Підозрюваного заарештували на Броем-стріт у Сіденхемі о 13:59, через 18 хвилин після першого екстреного виклику. Відеозапис, зроблений одним з очевидців, відображає, що його автомобіль був протаранений поліцейською машиною об бордюр, а сам підозрюваний був затриманий під дулом пістолета . Прем'єр-міністр Джасінда Ардерн заявила, що підозрюваний планував продовжити напади в третьому місці, можливо, в мечеті в Ашбертоні або в дитячому центрі Ан-Нур у Хорнбі . Згідно з Ардерном, «В автомобілі, в якому знаходився злочинець, було ще дві одиниці вогнепальної зброї, і він абсолютно точно мав намір продовжити свій напад». Комісар поліції Майк Буш підтвердив це, сказавши, що поліція зупинила підозрюваного на шляху до третього місця.
Поліція звинуватила Тарранта у вбивстві у зв'язку з нападами. На момент арешту він уже кілька років жив у бухті Андерсонс у Данидині, був членом клубу зброї Південного Отаго і практикувався у стрільбі на його полігоні. Він виріс у Графтоні, штаті Новий Південний Уельс, закінчив середню школу Графтона, після працював особистим тренером у своєму рідному місті з 2009 по 2011 рік. Приблизно з 2012 року він почав відвідувати низку країн Азії та Європи . Поліція Болгарії та Туреччини розслідує його візити до своїх країн. Брентон Таррант став одержимий терористичними атаками, здійсненими ісламськими екстремістами в 2016 і 2017 роках, і почав планувати напад приблизно за два роки до стрілянини, а свої цілі поставив за три місяці до цього . Незадовго до нападу його мати, Шерон Таррант, отримала від нього повідомлення, в якому говорилося, що вона «ось-ось побачить і прочитає найжахливіші речі про нього».
Співробітники Служби Безпеки підозрюють, що він вступив у контакт із ультраправими організаціями приблизно за два роки до розстрілу, коли відвідував європейські країни. Він пожертвував 1500 євро в Identitäre Bewegung Österreich (IBÖ), австрійське відділення ідентитаризму в Європі, а також 2200 євро в Génération Identitaire, французьке відділення цієї групи, і взаємодіяв з лідером IBÖ, Мартіном Селлнером електронною поштою8 з 2, отримав пропозицію зустрітися у Відні та посилання на його YouTube-канал . Захопившись місцями битв між християнськими європейськими народами та Османською імперією, він здійснив ще одну серію візитів на Балкани 2016—2018 роках, відвідавши Хорватію, Болгарію, Угорщину, Туреччину і Боснію і Герцеговину, що було підтверджено диплом. матеріали на платформах соціальних мереж і закликав Сполучені Штати послабити свій вплив на Балкани, щоб запобігти таким подіям, як втручання НАТО в Косово у відповідь на сербську кампанію етнічної чистки проти мусульман-албанців . Брентон Гаррісон сказав, що він проти втручання НАТО, тому що бачить сербських військових як «християн-європейців, які намагаються видалити цих ісламських окупантів із Європи».

### Зброя

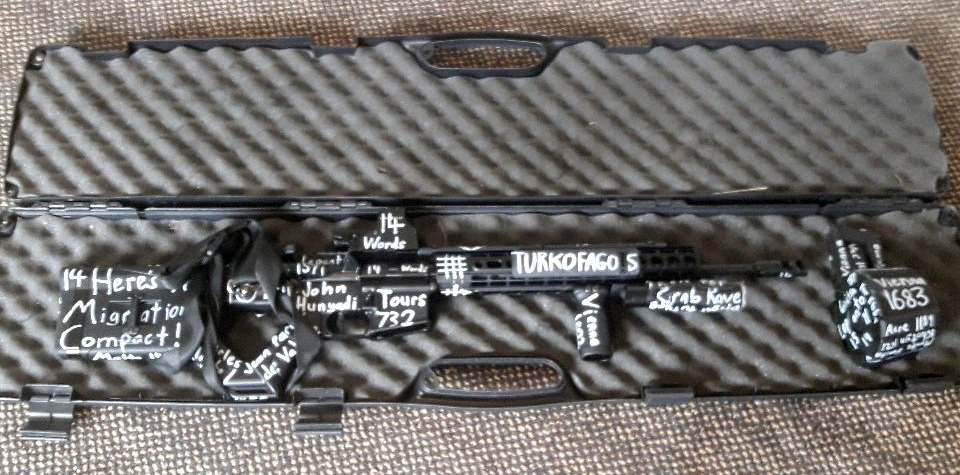
Один із екземплярів вогнепальної зброї, використаних Брентоном Таррантом під час нападу

Поліція виявила на місці події п'ять одиниць вогнепальної зброї: дві напівавтоматичні гвинтівки, дві рушниці та гвинтівку важеля . За словами міністра поліції Стюарта Неша, одним із видів вогнепальної зброї, використаної бойовиком, була гвинтівка типу AR-15 . Комісар поліції Майк Буш заявив, що стрілець мав ліцензію на вогнепальну зброю зі схваленням «А», і почав купувати свій арсенал у грудні 2017 року, через місяць після отримання ліцензії. За даними міського магазину зброї, бойовик купив через інтернет чотири одиниці вогнепальної зброї та боєприпаси . Магазин заявив, що жодна з цих чотирьох гармат не була зброєю військового зразка, і поки що невідомо, чи були вони використані в нападах. До того ж магазин не виявив у покупці нічого незвичайного або екстраординарного . Крім того, Брентон Таррант незаконно замінив невеликі легальні магазини напівавтоматичних гвинтівок на 30-патронні магазини, придбані в інтернеті.
Використана зброя та магазини були покриті білими літерами, що називають історичні події, людей та мотиви, пов'язані з історичними конфліктами, війнами та битвами між мусульманами та європейськими християнами а також імена недавніх жертв ісламських терактів імена ультраправих нападаючих . Написи також включали посилання на «Turkofagos» (Пожирач турків), термін, що використовувався греками під час війни за незалежність і гасел білої переваги, таких як антимусульманська фраза «Remove Kebab», яка виникла як інтернет-мем у зв'язку з сербською піснею «Serbia strong», і 14/88, кодове гасло у білих націоналістів . Крім латиниці, написи на зброї були зроблені на кирилиці, вірменському та грузинському алфавітах . На його рюкзаку було чорне сонце і два жетони: один — з кельтським хрестом, а інший — з «коловоротом», різновидом свастики, популярним у слов'янському неоязичництві . Поліція також виявила два саморобні вибухові пристрої, прикріплені до автомобіля; вони були знешкоджені збройними силами Нової Зеландії . Жодних вибухових речовин у стрільця виявлено не було.

### Маніфест
Таррант є автором 74-сторінкового маніфесту під назвою «The Great Replacement» (укр. — «Велике заміщення»), що містить посилання на теорію змови "велике заміщення" і "заміни білих . У ньому йдеться про те, що напади були заплановані за два роки до цього, а місце було обрано за три місяці відповідно . За кілька хвилин до початку стрілянини маніфест був відправлений електронною поштою більш ніж 30 одержувачам, включаючи офіс прем'єр-міністра та кілька засобів масової інформації, а посилання на нього були розміщені в Твіттері та 8chan.
У маніфесті виражено кілька антиіммігрантських настроїв, у тому числі ненависть до мігрантів, риторика білої переваги та заклики геноциду всіх неєвропейських іммігрантів у Європі, які, як стверджується, «вторгаються на його землю» . Маніфест містить неонацистські символи, такі як чорне сонце та сонячний хрест . Проте автор заперечує, що він нацист, і натомість називає себе " етно-націоналістом ", " екофашистом " і " винищувачем чурок ", посилаючись на мем, що вихваляє геноцид боснійських мусульман, що стався під час Боснійської війни . Автор цитує норвезького терориста Андерса Берінга Брейвіка та інших як натхненника. Він каже, що підтримує президента США Дональда Трампа як «символу оновленої білої ідентичності та спільної мети», але не як «політичного діяча та лідера» . Автор каже, що спочатку він збирався атакувати мечеть Аль-Худа в Данідіні, але передумав після відвідування Крайстчерча, тому що мечеті Крайстчерча містили «більше дорослих і попередню історію екстремізму».
Маніфест був описаний деякими ЗМІ як shitposting — тролінг, спрямований на розпалювання конфлікту між певними групами і людьми . 23 березня 2019 року головний цензор Нової Зеландії визнав маніфест «недоречним», зробивши незаконним його зберігання чи розповсюдження у Новій Зеландії . У серпні 2019 року газета The New Zealand Herald повідомила, що друковані копії маніфесту продаються в інтернеті за межами Нової Зеландії, що не може запобігти новозеландському законодавству.

## Слідство та суд
16 березня Брентон Таррант постав перед окружним судом Крайстчерча, де йому було пред'явлено звинувачення за одним пунктом обвинувачення у вбивстві. Суддя розпорядився, щоб зал суду був закритий для публіки, за винятком акредитованих засобів масової інформації, і дозволив знімати та фотографувати обвинуваченого за умови, що його обличчя буде покрите пікселями . На суді Таррант усміхнувся репортерам і зробив перевернутий жест " ОК " нижче пояса, який, як кажуть, був знаком «білої сили».
Справа була передана до Верховного суду, і він був взятий під варту, оскільки його адвокат не клопотав про звільнення під заставу. Згодом його перевели в єдине в країні відділення суворого режиму в Оклендській в'язниці . Він подав офіційну скаргу на умови утримання у в'язниці на тій підставі, що він не має доступу до газет, телебачення, інтернету, відвідувачів або телефонних дзвінків. 4 квітня поліція оголосила, що збільшила загальну кількість звинувачень до 89, 50 — за вбивство і 39 — за замах на вбивство, причому інші звинувачення все ще перебувають на розгляді . На наступному слуханні, яке відбулося 5 квітня, суддя наказав йому пройти психіатричну експертизу щодо його психічної придатності до судового розгляду.
21 травня 2019 року комісар Буш оголосив, що Тарранту було висунуто нове звинувачення в участі в терористичному акті відповідно до розділу 6А закону 2002 року про боротьбу з тероризмом . Крім того, підозрюваному було додано одне звинувачення у вбивстві та одне — у замаху на вбивство, внаслідок чого загальна сума звинувачень становила 51 та 40 відповідно.
14 червня 2019 року Таррант з'явився у Верховному суді Крайстчерча з аудіовізуального зв'язку з Оклендської в'язниці. Через свого адвоката він визнав себе невинним в участі у терористичному акті, 51 звинуваченні у вбивстві та 40 звинуваченнях у замахах на вбивство. Оцінки стану психічного здоров'я не виявили жодних проблем. Початок судового процесу було призначено на 4 травня 2020 року; за оцінками королівського прокурора, він триватиме близько шести тижнів. 12 вересня 2019 року дату судового розгляду було перенесено на 2 червня 2020 року, щоб уникнути збігу з Ісламським священним місяцем Рамадан.
14 серпня 2019 року стало відомо, що Таррант зміг відправити сім листів із в'язниці, два — своєї матері та п'ять — неназваним адресатам. Один з цих листів, як виявилося згодом, було відправлено в Росію нікому Алану і розміщено одержувачем на іміджбордах 4chan і 8chan . Міністр виправних установ Келвін Девіс та Департамент виправних установ піддалися критиці за те, що дозволили розповсюдження цих листів. 19 серпня прем'єр-міністр Ардерн оголосила, що уряд розгляне питання про внесення поправок до закону про виправні установи від 2004 року, щоб ще більше обмежити кількість листів, які можуть бути отримані та надіслані ув'язненими.

## Вирок
Винесення вироку розпочалося 24 серпня 2020 року суддею Кемероном Мандером у Вищому суді Крайстчерча, і транслювалося по телебаченню. Таррант не заперечував звинувачень. Королівські прокурори продемонстрували суду, як Брентон Таррант ретельно планував напад. Потім Тарранта було засуджено до довічного ув'язнення без можливості умовно-дострокового звільнення за кожне з 51 вбивства, за участь у терористичному акті та 40 замахах на вбивство. Цей вирок став першим вироком Нової Зеландії за тероризм. Крім того, це був перший випадок, коли було призначено довічне ув'язнення без права дострокового звільнення — максимальне покарання, доступне в Новій Зеландії. Суддя Мандер заявив, що злочини Тарранта були «настільки жахливими, що навіть якщо вас тримають під вартою до смерті, це все одно не вичерпає вашої вини».
Після винесення вироку заступник прем'єр-міністра Уїнстон Пітерс закликав владу Австралії перевести Тарранта відбувати покарання в його рідній країні, щоб Новій Зеландії не довелося оплачувати витрати за його довічне ув'язнення. Вартість утримання Тарранта у в'язниці оцінювалася в 4930 доларів на день (середня вартість утримання ув'язненого в Новій Зеландії — 338 доларів на день). Прем'єр-міністр Джасінда Ардерн заявила, що наразі немає правової основи для цієї пропозиції. Міністр юстиції Ендрю Літтл заявив, що парламенту необхідно буде ухвалити закон про депортацію Тарранта до Австралії. Професор права Університету Отаго доктор Ендрю Геддіс заявив, що юридично неможливо депортувати Тарранта в Австралію для відбування покарання. 28 серпня прем'єр-міністр Австралії Скотт Моррісон і міністри внутрішніх справ Австралії Пітер Даттон повідомили, що уряд Нової Зеландії не надіслав офіційного запиту про репатріацію Тарранта до Австралії та про те, щоб він відбував довічний ув'язнення в австралійській виправній установі.

## Таррант і Україна
Таррант у своєму маніфесті писав
|  | Ви не знайдете ніякого перепочинку, ані в Ісландії, ані у Польщі, ані в Новій Зеландії, ані в Аргентині, ані в Україні, ані у будь-якій точці світу. Я знаю, тому що я був там |